# Dorji Wangchuk
 Dorji Wangchuk (bhutanisch རྡོ་རྗེ་དབང་ཕྱུག་, * 1967 in Ostbhutan) ist ein Tibetologe und Buddhologe an der Universität Hamburg. Er absolvierte von 1987 bis 1997 eine zehnjährige Ausbildung als Geistlicher der Pelyül-Schule, einer Unterschule der Nyingma-Schule des tibetischen Buddhismus, an der 1978 von dem 3. Drubwang Pema Norbu Rinpoche (Penor Rinpoche) in Südindien gegründeten Nyingma-Klosteruniversität von Namdröling: dem Ngagyur-Nyingma-Institut (Institut für höhere buddhistische Studien und Forschungen) in Bylakuppe (Mysuru) und studierte später in Hamburg klassische Indologie und Tibetologie, wo er 2009 die Professur für Tibetologie im Asien-Afrika-Institut, Abteilung für Sprache und Kultur Indiens und Tibets, übernahm. Dort gründete er im Januar 2011 das Khyentse Center for Tibetan Buddhist Textual Scholarship, ein Forschungszentrum für tibetisch-buddhistische Textwissenschaft. Sein Arbeitsschwerpunkt bildet die Geistesgeschichte des tibetischen Buddhismus, insbesondere der Nyingma-Tradition und deren tantrische Texte (darunter das Guhyagarbhatantra).

## Schriften
- The resolve to become a Buddha : a study of the Bodhicitta concept in Indo-Tibetan Buddhism. Tokyo : International Institute for Buddhist Studies of the International College for Postgraduate Buddhist Studies, 2007 (Studia philologica Buddhica : Monograph series; 23; ISBN 978-4-906267-59-0)
- "An Eleventh-Century Defence of the Guhyagarbhatantra", in: Helmut Eimer & David Germano (eds.): The Many Canons of Tibetan Buddhism. PIATS 2000: Tibetan Studies, Leiden 2000. Leiden: Brill 2002, S. 265–291.
- "Das dPal-yul-Kloster in Geschichte und Gegenwart: Die Wiederbelebung einer klösterlichen Tradition der rNying-ma-Schule" (PDF-Datei; 1,7 MB)
- "Einige philosophische Grundlagen der rDzogs-chen-Meditation" (PDF-Datei; 1,7 MB)
- "Madhyamaka aus der Sicht der rNying-ma Tradition" (PDF-Datei; 1,3 MB)
- "Die „Große Vollendung“ (rDzogs-chen), wie sie in Rong-zom-pas Werk dargestellt wird" (PDF-Datei; 1,0 MB)